# Blaise de Vigenère

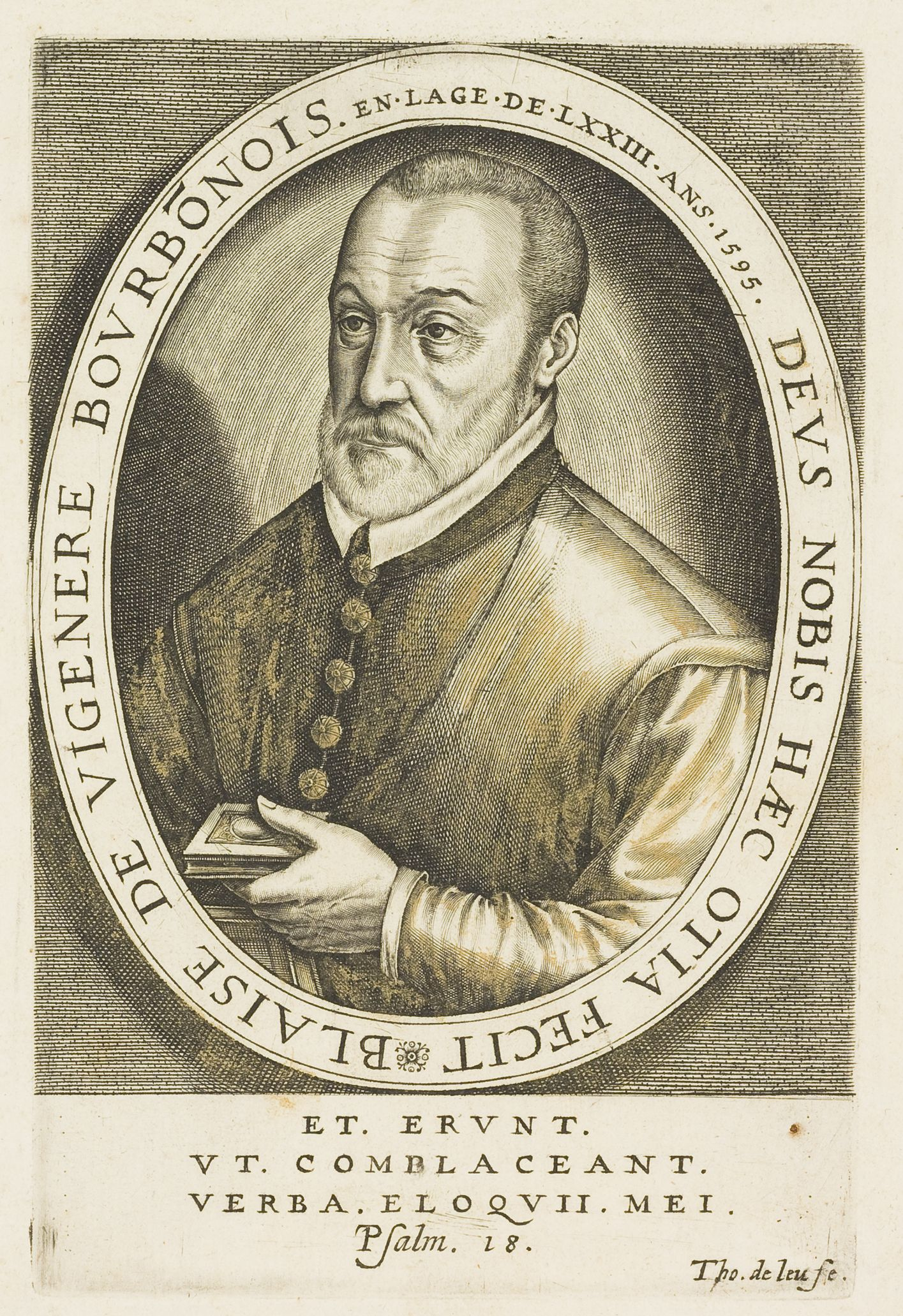
Blaise de Vigenère

Blaise de Vigenère, född 5 april 1523, död 1596, var en fransk diplomat och kryptograf.
de Vigenère sägs ha uppfunnit det fleralfabetiska chiffer som idag kallas "Vigenère-chiffret". Vigenère-chiffret använder en tabell som innehåller 26 x 26 tecken.